# Emden (Schiff, 1961)
Die Emden war eine Fregatte der Bundesmarine, die zweite Einheit der Köln-Klasse. Sie war das vierte Schiff, das in einer deutschen Marine nach der ostfriesischen Stadt Emden benannt wurde. Namensvorgänger waren zwei Kleine Kreuzer der Kaiserlichen Marine aus den Jahren 1908 und 1916 sowie der Leichte Kreuzer Emden der Reichs- und späteren Kriegsmarine. Nachfolger als Namensträger wurde die Fregatte Emden der Bremen-Klasse. Am 1. August 2018 gab die Deutsche Marine bekannt, dass auch die zweite Korvette aus dem zweiten Baulos der Braunschweig-Klasse den Traditionsnamen Emden erhalten soll.
Die Fregatte wurde 1983 in die Türkei verkauft und wurde dort als Zerstörer Gemlik eingesetzt, bis ein Brand an Bord zur Außerdienststellung zwang. Das Schiff wurde 1994 abgewrackt.

## Geschichte

### Bau und Indienststellung
Die Kiellegung der Emden erfolgte am 15. April 1958 auf der Werft H. C. Stülcken Sohn in Hamburg-Steinwerder. Der Stapellauf fand am 21. März 1959 statt, nach weiteren Ausrüstungsarbeiten wurde das Schiff am 24. Oktober 1961 als Geleitboot Emden von der Bundesmarine in Dienst gestellt.
Nach ersten Erprobungsfahrten in der ersten Jahreshälfte 1962 folgte im August die erste größere Einsatzfahrt, die das Schiff über die Azoren, die Bermudainseln, die Kanarischen Inseln, Toulon und im Oktober zurück nach Cuxhaven führte.

### 1960er Jahre
Im Juli 1963 startete die zweite Auslandsreise in Cuxhaven, das Schiff fuhr durch die Biskaya nach Gibraltar, weiter nach Dakar, Las Palmas und im August zurück in den Heimathafen.
Von Mitte Juli bis Anfang August 1964 operierte sie im Nordatlantik und nahm im September an den Unabhängigkeitsfeierlichkeiten der bisherigen britischen Kronkolonie Malta teil.
Am 31. März 1965 wurde das Geleitboot Emden für eine Depotinstandsetzung außer Dienst gestellt und am 27. Oktober 1967 als Fregatte Emden wieder in Dienst gestellt.
Im April 1968 schied die Fregatte aus dem 2. Geleitgeschwader aus und wurde dem Flottendienstgeschwader in Flensburg unterstellt.

### 1970er Jahre
Am 18. April 1970 startete die Emden von Wilhelmshaven aus zur Südamerikareise nach Rio de Janeiro, Buenos Aires und Puerto Belgrano. Über Teneriffa lief sie Mitte Juni wieder in Wilhelmshaven ein und operierte bereits Mitte Juli wieder in norwegischen Hoheitsgewässern.
Von Mitte Mai bis Ende Juni 1972 war das Schiff beim FOST (Flag Officer Sea Training) in Portland.
Am 6. Januar 1973 kam es zu einer Havarie mit dem DDR-Fischtrawler Berlin, die angeschlagene Emden ging zuerst zur Werftüberholung nach Rönne und anschließend zur endgültigen Reparatur nach Kiel.
Bereits Anfang März 1973 begann die Teilnahme an der STANAVFORLANT. Sie führte das Schiff von Flensburg über Portland, Madeira, die Bermudainseln, Norfolk, Newport, Baltimore, erneut auf die Bermudainseln, Halifax, Quebec, Charlottetown, dann Rückmarsch über Newport, Ponta Delgada zurück nach Flensburg, wo sie Anfang Juni nach 95 Tagen und 17.903 Seemeilen wieder einlief.
Am 1. April 1974 schied die Emden aus dem Unterstellungsverhältnis des Flottendienstgeschwaders aus und kehrte zurück zum 2. Geleitgeschwader mit Heimathafen Wilhelmshaven.
Im September 1975 war die Emden in Portland zum OST (Operational Sea Training) und bei Übungen in ausländischen Gewässern (ÜAG 115/75) von Mitte Oktober bis Anfang November lief sie die Häfen von Trondheim und Den Helder an.
Mitte Juli bis Mitte August 1977 operierte die Emden zusammen mit drei weiteren Fregatte der Köln-Klasse im Mittelmeer und nahm von Mitte Oktober bis Mitte September am FOST in Portland teil.
Anfang Januar 1978 startete eine weitere Teilnahme an der STANAVFORLANT. Ponta Delgada, Hamilton, Charleston, Jacksonville, Mayport, Roosevelt Roads, Fort Lauderdale, Norfolk, Halifax, erneut Hamilton, Lissabon sowie Nantes gehörten zu den Auslandshäfen, bevor die Emden Ende Mai wieder nach Wilhelmshaven zurückkehrte.

### 1980er Jahre und Außerdienststellung
Mitte Januar 1980 lief sie Portland an und nahm am BOST (Basis Operational Sea Training) teil.
Ende April 1980 startete eine weitere Teilnahme an der STANVFORLANT. Die Stationen waren Brest, Lissabon, Neapel, Den Helder, Wilhelmshaven, Bodø, Wilhelmshaven, Seebrügge (Flottenparade 150 Jahre Belgische Unabhängigkeit), Narvik, Trondheim, Aarhus und Bremen, bis sie Ende August wieder in Wilhelmshaven einlief.
Im Rahmen einer Einzelausbildung besuchte die Emden im Februar 1982 die Hafenstadt Newcastle upon Tyne und war von Mitte Mai bis Mitte Juni zum letzten Mal in Portland zum BOST. Im Rahmen des Manövers „Northern Wedding“ lag sie vom 20. bis 23. August 1982 im Hafen von Dundee.
Mitte März 1983 lief die Emden zu ihrer letzten, großen Dienstreise unter Deutscher Flagge aus Wilhelmshaven aus. Von dort aus ging es über Cádiz, Port Said, Split im damaligen Jugoslawien, Cadiz zurück nach Wilhelmshaven, wo sie am 23. April 1983 nach 8745 Seemeilen wieder einlief.
Auch zwischen den hier aufgelisteten Unternehmungen war die Emden immer wieder in der Nordsee, in der Ostsee, im Skagerrak und Kattegat sowie auf beiden Seiten des Polarkreises in See.
Am 30. Juni 1983 wurde die Fregatte Emden aus der Fahrbereitschaft genommen und am 23. September 1983 außer Dienst gestellt und an die türkische Marine übergeben. In der Türkei war das Schiff als Zerstörer mit dem Namen Gemlik eingesetzt.
Nach einem Brand an Bord wurde das Schiff von der türkischen Marine außer Dienst gestellt und ab Januar 1994 in Aliağa abgewrackt.